# Karl Sandegård
Karl Johan Sandegård, född 6 oktober 1880 i Högbo församling, Gävleborgs län, död 2 december 1968 i Uppsala domkyrkoförsamling, var en svensk präst och riksdagspolitiker (socialdemokrat).
Sandegård avlade prästexamen 1905 och blev filosofie kandidat 1912. Åren 1907–1910 var Sandegård pastorsadjunkt i Gävle församling, 1910–1915 komminister i Segersta församling, Hälsingland och 1915–1918 komminister i Högbo församling. Åren 1918–1940 var han kyrkoherde i Fuxerna församling, Göteborgs stift och 1941–1951 i Sofia församling i Stockholm. I riksdagen var Sandegård ledamot av första kammaren 1919–1946, invald i Älvsborgs läns valkrets. Han tillhörde konstitutionsutskottet 1933–1945 och var statsrevisor 1943.
Han var ordförande i Sveriges Religiösa Reformförbund 1941–1947.
Han gifte sig 1907 med Jenny Rapp (1887–1977). Makarna är begravda på Gamla kyrkogården i Sandviken.